# Nyssicostylus paraba
Nyssicostylus paraba är en skalbaggsart som beskrevs av Martins 2005. Nyssicostylus paraba ingår i släktet Nyssicostylus och familjen långhorningar. Inga underarter finns listade i Catalogue of Life.